# Uncharted (filme)
Uncharted (título original e português europeu) ou Uncharted: Fora do Mapa (português brasileiro) é um filme de ação e aventura americano, dirigido por Ruben Fleischer e escrito por Art Marcum e Matt Holloway. O filme serve como uma história de origem para o protagonista Nathan Drake da série de jogos eletrônicos de mesmo nome criada por Amy Hennig. É estrelado por Tom Holland como Drake, e Mark Wahlberg como seu futuro mentor Victor Sullivan, juntamente com um elenco coadjuvante que inclui Antonio Banderas, Tati Gabrielle e Sophia Taylor Ali.
Uncharted foi lançado nos Estados Unidos em 18 de fevereiro de 2022 nos formatos IMAX, RealD 3D e Dolby Cinema pela Sony Pictures Releasing.

## Sinopse
O filme serve como um prequela para os jogos, enquanto revela as origens de Nathan Drake e Victor Sullivan.

## Elenco
- Tom Holland como Nathan Drake, um jovem caçador de fortunas que afirma ser um descendente do famoso explorador inglês Sir Francis Drake[8]
- Mark Wahlberg como Victor Sullivan, um companheiro caçador de fortunas que se torna mentor e figura paterna de Nate[9]
- Antonio Banderas[10]
- Sophia Taylor Ali como Chloe Frazer[10]
- Tati Gabrielle[10]

## Produção

### Desenvolvimento
Em 2008, o produtor de cinema Avi Arad afirmou que estava trabalhando com uma divisão da Sony para desenvolver uma adaptação cinematográfica de Uncharted. Em resposta a uma pergunta feita a Richard Lemarchand, designer de jogos da Naughty Dog, sobre se ele gostaria de ver uma adaptação cinematográfica de Uncharted, ele respondeu "sem comentários". Depois disso, a Columbia Pictures confirmou que um filme de Uncharted está sendo desenvolvido. O filme originalmente seria escrito por Thomas Dean Donnelly e Joshua Oppenheimer e produzido por Avi Arad, Charles Roven e Alex Gartner. Em 30 de junho de 2009, foi confirmado que o filme Uncharted estava em desenvolvimento há um ano e meio. Nathan Fillion manifestou interesse em interpretar Nathan Drake, e iniciou uma campanha no Twitter para incentivar os fãs a apoiá-lo.
Em 8 de outubro de 2010, foi anunciado por Doug Belgrad e Matt Tolmach, co-presidentes da Columbia Pictures, que David O. Russell havia sido escolhido para escrever e dirigir o filme, que seria um filme de ação-aventura baseada no primeiro jogo da série. Após uma exibição do filme de Russell, The Fighter , ele foi abordado por um fã de Uncharted, que perguntou se ele havia considerado Nathan Fillion para o papel de Nathan Drake no filme devido ao grande número de pedidos para ele conseguir o papel. Russell desconhecia o interesse de Fillion e quem ele era e parecia rapidamente rejeitar a ideia.
Em 24 de novembro de 2010, a MTV publicou uma entrevista com Mark Wahlberg com o ator discutindo seu envolvimento na adaptação cinematográfica da franquia. Ele afirmou que Russell estava atualmente escrevendo o roteiro e estava empolgado com o que tinha guardado, na esperança de filmar no meio de 2011: "Obviamente, estou no que David quer fazer, mas a ideia é tão fora das paradas: Robert De Niro sendo meu pai, Joe Pesci sendo meu tio. Não vai ser a versão diluída, com certeza.". Em 26 de maio de 2011, foi relatado que Russell havia deixado o filme para dirigir Silver Linings Playbook. Em 6 de julho, a Variety relatou que Neil Burger estava substituindo Russell. Burger conseguiu a oferta depois que o estúdio e os produtores deram início à sua visão do filme. Burger falou sobre o filme em julho, dizendo o seguinte:
Estamos reescrevendo o roteiro do zero, e estou entrando nisso literalmente agora, prestes a fechar o negócio e dar um pulo. Até que o roteiro seja escrito, você nunca sabe quem irá atuar ou não. Mas existem muitos bons atores por aí que se parecem com Nathan Drake e quem poderia fazê-lo. Adoro o projeto, acho que é uma grande aventura e é uma loucura louca ... o jogo é e o filme será. Quero dizer, ele tem um ótimo personagem em seu âmago, Nathan é um vigarista, um traficante ... sabe as coisas dele, corajoso ... é ótimo. Absolutamente. E então você sabe que também precisa fazer o que um filme faz de melhor ... aproveitar o que é legal sobre o jogo e transformá-lo em um filme. Sim, haverá (equilíbrio) nesta, esta é uma aventura muito grande, e tem coisas muito legais e intensas que funcionam para a história do filme, e garantir que a história apoie esses elementos e também nos torne realmente conectados ao personagem.
Em 23 de agosto de 2012, Burger deixou o filme para trabalhar em Divergent e o estúdio contratou a equipe de marido e mulher de Marianne e Cormac Wibberley para reescrever o filme. Em uma entrevista ao IGN , Seth Rogen e Evan Goldberg disseram que foram convidados para escrever o filme várias vezes, mas recusaram todas eles. Em 4 de fevereiro de 2014, a Deadline informou que Seth Gordon iria dirigir o filme com o roteiro sendo escrito por David Guggenheim. A produção estava programada para começar no início de 2015. O filme foi originalmente agendado para ser lançado em 10 de junho de 2016. Em 12 de novembro de 2014, o estúdio contratou Mark Boal para escrever o filme. Depois de Wahlberg, Chris Pratt estava em negociações para interpretar Nathan Drake, mas ele teria recusado a oferta. Em 24 de junho de 2015, Seth Gordon deixou o projeto para trabalhar em Baywatch.
Em abril de 2015, o roteiro escrito por David Guggenheim vazou, tendo sido obtido no hack da Sony Pictures. Em 5 de agosto de 2015, a Sony Pictures Entertainment adiou a data de lançamento do filme para 30 de junho de 2017. Em entrevista ao Game News Official, o dublador de Nathan Drake, Nolan North, afirmou que acreditava que os fãs da franquia não queriam um filme. Charles Roven revelou a Collider que o que eles estavam trabalhando era bastante emocionante, havia um diretor que eles não tinham no momento e não estavam prontos para votar até estarem realmente prontos para escalar o elenco. Em abril de 2016, Neil Druckmann , que havia trabalhado em jogos anteriores de Uncharted, disse que o aspecto mais importante do filme são as relações entre os personagens.
Em 29 de julho de 2016, a Variety informou que Joe Carnahan estava escrevendo o rascunho do roteiro do filme. Em 1 de setembro de 2016, o filme foi removido do calendário de lançamentos da Sony por não ter diretor ou elenco, mas a Sony ainda estava avançando com o filme. Em 25 de outubro de 2016, Shawn Levy foi anunciado como diretor do filme. Carnahan disse a Collider que ele e Levy conhecem bem o jogo e que trabalhavam duro para acertar com os personagens. As filmagens estavam programadas para começar no início de 2017. No início de janeiro de 2017, Carnahan postou uma foto em seu Instagram para mostrar que o roteiro do filme havia sido concluído. Foi revelado que Tom Holland estrelaria o filme como uma versão jovem de Nathan Drake e que o filme seria uma prequela dos jogos. O escritor de TV, Rafe Judkins, foi contratado para reescrever o roteiro. Em 19 de dezembro de 2018, foi anunciado que Levy havia deixado o filme para trabalhar em Free Guy.
Em 14 de janeiro de 2019, a Variety informou que Dan Trachtenberg havia sido contratado para dirigir o filme. Em junho de 2019, o The Hollywood Reporter revelou que o filme seria lançado em 18 de dezembro de 2020, com Tom Holland interpretando Drake. Em 22 de agosto de 2019, a Deadline informou que Dan Trachtenberg havia saído do filme, com a produção programada para começar no início de 2020. Foi revelado que o filme seria a primeira produção da PlayStation Productions. Em 27 de setembro de 2019, o The Hollywood Reporter informou que Travis Knight iria dirigir o filme. Em novembro, Wahlberg voltou ao projeto para estrelar ao lado de Holland no papel de Victor Sullivan. Em dezembro de 2019, Knight deixou o projeto devido a conflitos de agenda com Holland, o que resultou na perda da data de lançamento do filme de 18 de dezembro de 2020.

### Pré-produção
Em janeiro de 2020, Ruben Fleischer entrou em negociações para substituir Knight como diretor, com a data de lançamento do filme adiada para 5 de março de 2021. Em fevereiro de 2020, Fleischer foi confirmado como diretor, com o enredo do filme servindo como uma prequela dos jogos. Foi dito que o filme se inspiraria no quarto jogo da série, Uncharted 4: A Thief's End. Em março, Antonio Banderas, Sophia Taylor Ali e Tati Gabrielle foram adicionados ao elenco, com um roteiro escrito por Art Marcum e Matt Holloway.

### Filmagens
A fotografia principal começou em 16 de março de 2020, filmando em áreas ao redor de Berlim. A produção deveria ocorrer no Babelsberg Studio, antes de se mudar para a Espanha. As filmagens foram suspensas no mesmo mês devido à pandemia de COVID-19. Acreditava-se que as filmagens haviam retomado em 15 de julho de 2020, no entanto, a Sony Pictures esclareceu que, embora a produção ainda não tenha sido retomada, eles estavam passando por preparações com a esperança de iniciar a produção em breve. A produção foi retomada em 20 de julho de 2020, filmando em áreas na Alemanha, com requisitos de distanciamento social e máscara adequados sendo implementados dentro e fora do estúdio.

## Marketing
Em maio de 2020, a Sony firmou uma parceria promocional com a Hyundai Motor Group para mostrar seus novos modelos e tecnologias no filme.

## Lançamento
Nos Estados Unidos, o filme originalmente estava previsto para ser lançado em 10 de junho de 2016, mas foi adiado para 30 de junho de 2017. Posteriormente foi adiado para 18 de dezembro de 2020; depois para março de 2021, após a saída de Travis Knight; julho de 2021, nos formatos IMAX, RealD 3D e Dolby Cinema pela Sony Pictures Releasing. Por causa da pandemia de COVID-19, o filme foi adiado para 8 de outubro de 2021, com Ghostbusters: Afterlife ficando com sua data. Por fim, foi lançado em 18 de fevereiro de 2022 nos Estados Unidos. No Brasil e em Portugal, foi lançado no dia 17 de fevereiro de 2022.

## Recepção

### Crítica
No site agregador Rotten Tomatoes, o filme tem um índice de aprovação de 41%, baseado em 224 resenhas, com uma nota média de 5,2/10. O consenso da crítica foi: "Com elenco promissor, mas com um título enganoso, Uncharted extrai seu material de origem best-seller para produzir um eco decepcionante de filmes de aventura superiores". Já no site Metacritic, Uncharted teve uma nota média de 45 (de 100) baseado em quarenta e quatro resenhas, indicando uma "recepção mista" por parte dos críticos.